# Abdelmadjid Mezouri
Abdelmadjid Mezouri, né le 19 décembre 1949, est un homme politique algérien. Membre du Front de libération nationale, il est député de la première circonscription électorale de la wilaya de Batna au cours de la troisième législature (1987-1992).
- Enseignant
- Magistrat
- Avocat agréé à la cour suprême  et le conseil de l'État.